# NGC 7033
NGC 7033 é uma galáxia elíptica (E-S0) localizada na direcção da constelação de Pegasus. Possui uma declinação de +15° 07' 31" e uma ascensão recta de 21 horas, 09 minutos e 36,2 segundos.
A galáxia NGC 7033 foi descoberta em 17 de Setembro de 1863 por Albert Marth.